# ESL One Rio 2020
Die ESL One Rio 2020 sollte das 16. Major-Turnier in der E-Sport-Disziplin Counter-Strike: Global Offensive und das erste Major in Südamerika sein. Als Austragungsort der finalen Champions Stage war die Jeunesse Arena in Rio de Janeiro geplant. Infolge der COVID-19-Pandemie wurde das Turnier vom Mai 2020 zunächst in den November des Jahres 2020 verschoben. Das Preisgeld des Turniers wurde mit der Verlautbarung der Verschiebung auf zwei Millionen US-Dollar verdoppelt. Am 9. September 2020 sagten die Veranstalter auch den Termin im November 2020 ab. Am 24. Mai 2022 wurde das Event unter neuem Namen als IEM Major: Rio 2022 für den Herbst des Jahres angekündigt. Damit wurde in Südamerika zweieinhalb Jahre später als geplant doch ein Major gespielt.

## Qualifikation
Die Qualifikation wurde getrennt in den Regionen Europa, GUS, Nordamerika, Südamerika, Ozeanien und Asien durchgeführt. In den Regionen konnten die Teams über mehrere Turniere hinweg Punkte ansammeln, welche schlussendlich über die Teilnahme entscheiden sollten. Die Verteilung der für das Turnier teilnahmeberechtigten Teams richtete sich nach den Ergebnissen der einzelnen Regionen auf dem vorherigen Major in Berlin. Die Teams wurden dabei entsprechend ihrer Aufenthaltsorte den Regionen zugeordnet.

## Challengers Stage-Teilnehmer
Acht Plätze sollten auf Grundlage der Plätze 9 bis 16 auf dem StarLadder Major: Berlin 2019 vergeben werden. Dort schieden sechs Teams aus Europa, ein Team aus der Region GUS und ein der Region Nordamerika zugeordnetes Team in der Legends-Stage aus. Die weiteren acht Plätze sollten auf Qualifikanten aus allen sechs Regionen verteilt werden, wobei den Regionen Europa und GUS jeweils zwei dieser Qualifikationsplätze zugestanden hätten. 

## Legends Stage-Teilnehmer
Acht Plätze sollten auf Grundlage der Plätze 1 bis 8 auf dem StarLadder Major: Berlin 2019 vergeben werden. Diese erreichten drei Teams aus Europa, zwei Teams aus der Region GUS und drei Teams aus der Region Nordamerika. Weitere Acht hätten sich über die vorangegangene Challenger-Stage qualifiziert.